# Zasuwa (hydrotechnika)
Zasuwa – rodzaj zamknięcia płaskiego stosowanego na budowlach hydrotechnicznych jako zamknięcie główne dla urządzeń upustowych, a także jako inne zamknięcia, np. jako zamknięcia kanałów obiegowych. Zasuwy mogą być podzielone według różnych kryteriów. Jednym z podstawowych jest sposób otwarcia i zamknięcia zasuwy: stosowane są zasuwy podnoszone i opuszczane. Ponadto stosuje się rozwiązania zmierzające do umożliwienia bardziej elastycznego sterowania przepływem: oprócz zasuw stanowiących jednolite wrota, stosuje się także zasuwy wielodzielne, przeważnie dwudzielne, oraz połączenie zasuwy z innymi typami zamknięć, np. zasuwa z klapą umieszczoną na górze zasuwy, przeznaczoną do przepuszczania przez stopień wodny kry i śryżu. Samo zamknięcie wykonane jako zasuwa może pełnić różne dodatkowe funkcje: np. zasuwa zastosowana jako zamknięcie śluzy komorowej może służyć także do napełniania lub opróżnia komory tej śluzy (samodzielnie lub w połączeniu z innymi systemami napełniania i opróżniania komory).
Dla dużych zasuw współcześnie stosuje się napęd elektryczny. Dla niewielkich obiektów, jak jazy zastawkowe, stosuje się napęd ręczy lub elektryczny przy wspomaganiu przez odpowiednie, proste mechanizmy takie jak koła zębate, ślimaki i inne. Ze względu na ciężar urządzenia tylko najmniejsze zasuwy drewniane stosowane na zastawkach mogą być opuszczane i podnoszone ręcznie.